# Халатянц, Григорий Абрамович
Григо́рий Абра́мович (Авраа́мович; Мака́рович) Халатя́нц (Халатья́нц) (арм. Գրիգոր Խալաթեանց; 1858—1912) — востоковед, профессор армянской словесности.

## Биография
Происходил из мещанского сословия. Родился в 1858 году в Эриванской губернии — в Александрополе (ныне Гюмри).
С десятилетнего возраста стал учиться в гимназическом классе Лазаревского института восточных языков в Москве. В 1877 году поступил на медицинский факультет Московского университета, откуда через два года, благодаря ходатайству своего бывшего преподавателя  в Лазаревском институте Н. О. Эмина, перевёлся на историко-филологический факультет; одновременно, он слушал лекции Эмина по древнеармянской словесности, читавшиеся в специальных классах Лазаревского института. В 1882 году окончил университет и сменил своего учителя на кафедре армянской словесности Лазаревского института; в 1884—1886 годах совершенствовался в Германии. Вплоть до своей смерти, он преподавал грамматику древнеармянского языка и вёл специальный курс истории Армении и армянской литературы. Кроме того, в 1897—1904 годах он был инспектором студентов института.
Обе диссертации Халатянца были посвящены изучению жизни и творчества Моисея Хоренского: магистерская — «Армянский эпос в истории Армении Моисея Хоренского» (1896); докторская — «Армянские Аршакиды в истории Моисея Хоренского» (1903). По результатам своих исследований он пришёл к выводу, что Моисей Хоренский пользовался греческими источниками VII—VIII вв. и поэтому не мог жить в V веке (тем не менее, ныне продолжает господствовать традиционная точка зрения — о более ранней датировке его жизни).
В 1896 году он опубликовал работу «О новооткрытых книгах Паралипоменон в древнейшем армянском переводе». Им было также подготовлено издание фототипическим способом «Четвероевангелия 887» (М., 1899). Он редактировал и переиздавал сочинения своего учителя Н. О. Эмина и избранные труды Патканяна; издавал сборники Этнографического фонда имени Н. О. Эмина. Армянской этнографии и фольклористике он дал толчок своим «Общим очерком армянских народных сказок» (М., 1885, есть армянский и немецкий переводы) и «Программой для собирания материалов по армянской этнографии и народно-юридическим обычаям» (1887); им были изданы: Давид Сасунский — армянский народный эпос (на русском языке, 1881); под его редакцией был издана «поэма Григория Хлатского о нашествии Тимурленга на Армению» (Эчмиадзин, 1897) .
В 1902 году был избран членом Академии венецианских мхитаристов. Он также состоял, с января 1898 года, действительным членом Московского археологического общества (член-корреспондент с 1887) и участвовал в деятельности его Восточной комиссии.
Скончался в Тифлисе 8 (21) февраля 1912 года; был похоронен в Москве, на Армянском кладбище.